# 种辑
种輯（？—200年2月11日），東漢長水校尉、越騎校尉，曾參與漢獻帝的衣帶詔。

## 生平
中平六年（公元189年），董卓之亂，關東兵起，董卓遷都長安。荀攸與議郎鄭泰、何顒、時任侍中的种輯、越騎校尉伍瓊等人商議說：「董卓無道，天下人都怨恨他，雖然他聚集了不少精兵，但實際上不過是一個勇夫而已。我們乾脆殺了他來告慰百姓，接著占據殽山、函谷關輔佐王命，號令天下，如同齊桓公、晉文公的作法一樣。」事未成就被人發覺，何顒、荀攸被捕入獄，何顒因憂懼而自殺，荀攸言行如常、淡定自如，後來董卓身死便逃過一劫。
漢獻帝因曹操濫權，發出衣帶詔令其妾父车骑将军董承誅殺曹操，時任長水校尉的种輯與偏將軍王子服、議郎吳碩、劉備亦參與共謀除去當時脅天子以令天下的曹操。
建安五年（公元200年），衣帶詔計劃泄露，時任越騎校尉的种輯與董承、王子服等為曹操所殺害，夷三族。